# Nasir Ali
Nasir Ali (Sialkot, 1 januari 1959) is een hockeyer uit Pakistan. 
Ali won met het Pakistaanse elftal olympisch goud in Los Angeles.
Ali nam namens Pakistan ook deel aan het wereldkampioenschap van 1986 waar het Pakistaanse elftal als titelverdediger en olympisch kampioen op een teleurstellende elfde plaats eindigde. Tijdens Ali zijn tweede olympische optreden behaalde hij de vijfde plaats.

## Erelijst
- 1982 –  Aziatische Spelen in New Delhi
- 1983 -  Champions Trophy mannen in Karachi
- 1984 –  Olympische Spelen in Los Angeles
- 1984 -  Champions Trophy mannen in Karachi
- 1986 -  Champions Trophy mannen in Karachi
- 1986 – 11e wereldkampioenschap in Londen
- 1986 –  Aziatische Spelen in Seoel
- 1988 – 5e Olympische Spelen in Seoel